# Nicki Prian
Nicki Prian (Mexico-Stad, 20 juli 1992) is een Amerikaanse actrice.
Nicki komt oorspronkelijk uit Mexico-Stad, maar verhuisde naar San Antonio (Texas) toen ze een jaar oud was. Haar eerste rol was een rol in de televisieserie Nick and Jessica Variety Hour als Mouseketeer. Ze speelde ook in The Suite Life of Zack & Cody in de aflevering "Ask Zack".
Ze heeft ook in andere televisieseries en films meegedaan.

## Filmografie
- Nick and Jessica Variety Hour
- The Five-Cent Curve
- Soccer Moms
- Danika
- The Suite Life of Zack and Cody